# يانكو فالكانوف
يانكو فالكانوف (بالبلغارية: Янко Христов Вълканов)‏ (25 يوليو 1982 بستارا زاغورا في بلغاريا - ) هو لاعب كرة قدم بلغاري في مركز الدفاع. شارك مع منتخب بلغاريا لكرة القدم. أما مع النوادي، فقد لعب مع دينامو مينسك وسسكا صوفيا وسلافيا صوفيا وشانغهاي غرينلاند شينهوا ونادي بلشينا بوبرويسك ونادي بيروي ستارا زاغورا ونادي كاوناس ونادي شنجن و وFC Levski Karlovo ‏ وماريك دوبنيتسا ‏ ونادي بوتيف جابولوف ونفتكس بورغاس ‏ وFC Akzhayik ‏ ونادي بارتيزان مينسك.

## روابط خارجية
- يانكو فالكانوف على موقع قاعدة بيانات كرة القدم.إي يو (الإنجليزية)
- يانكو فالكانوف على موقع ناشيونال فوتبول تيمز (الإنجليزية)
- يانكو فالكانوف على موقع Soccerway.com (الإنجليزية)